# カラブロ-ルカネ鉄道M2DE 50形気動車

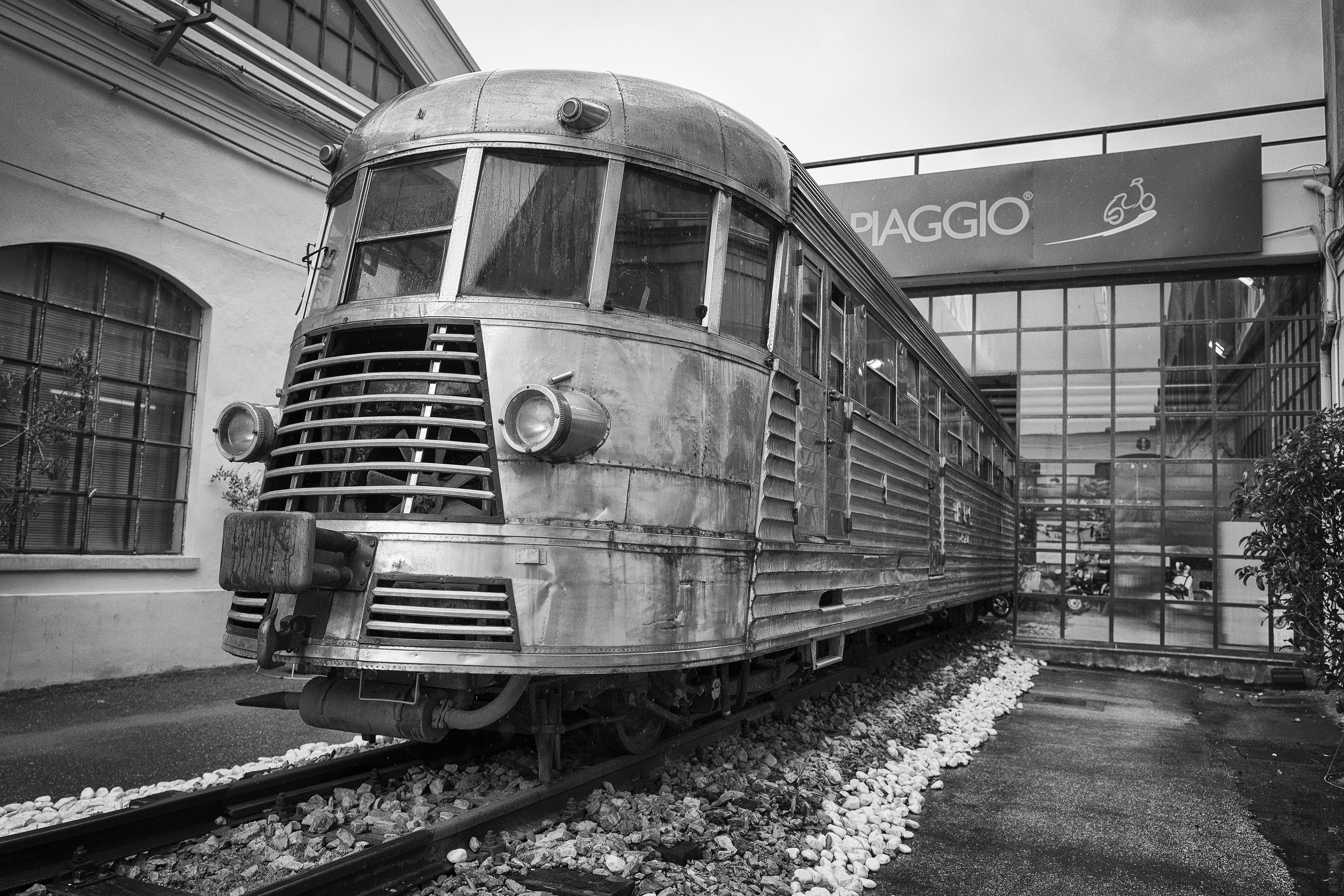
ピアッジオ博物館に静態保存されているM2DE 54号車、2017年

カラブロ-ルカネ鉄道M2DE 50形気動車（カラブロ-ルカネてつどうM2DE 50がたきどうしゃ）はイタリア南部の地中海-カラブロ-ルカネ鉄道（Società Mediterranea per le Ferrovie Calabro Lucane（MCL））およびその後身であるカラブロ-ルカネ鉄道（Ferrovie Calabro-Lucane（FCL）））で使用されていたステンレス製電気式気動車である。

## 概要
イタリア南部の私鉄であった地中海-カラブロ-ルカネ鉄道では、カンパニア、プッリャ、バジリカータ、カラブリアの各州に1915-56年に建設された950 mm軌間の13路線、計737 kmを運行していた。
イタリアにおける気動車の開発は1906年に自動車メーカーであったFiatがミラノ万博でガソリンエンジンを搭載した車両を走行させたことから本格化し、その後、FiatやBredaにより、大型自動車の技術を使用したリットリナと呼ばれる中型の軽量気動車がイタリア国鉄を中心に広く導入されていた。一方で、自動車をそのまま軌道に載せたレールバス的な形態の小型の気動車もOMが北ミラノ鉄道向けに製造したMd.500形など、いくつかのメーカーで製造されており、1931年にはFiatが自動車に近い単端式で定格出力55kWの主機と自動車用変速機を搭載したALb25を製造してイタリア国鉄で試験運行されていた。
このような中、旅客輸送量の少ない地中海-カラブロ-ルカネ鉄道ではリットリナより小型のエミーネと呼ばれる、キャブオーバーバスと同じく車体前部に主機と運転室を配置した車軸配置1Azの単端式気動車を導入して、蒸気機関車が牽引する短編成の旅客列車を代替して効率化とサービス向上を図ることとなり、1933-35年にCarminati & Toselli製のM1 1形とOM製のM1 30形の計21両が導入されており、M1 1形のうちM1C 14号車がラック区間用の試作機であった。
さらに、これらのエミーネの使用実績を基に1937年4月に気動車の増備がされることとなり、Piaggioにより製造された機体がM1C 80形および本項で記述するM2DE 50形であり、M1C 81号車からM1C 90号車までの10両が導入されたM1C 80形はラック式の単端式気動車、M2DE 50形は長距離列車に単行で使用するための2軸ボギー式気動車となっている。これらの気動車はアメリカのバッドが開発したステンレス製車体を有することが大きな特徴となっていた。 ステンレス車体は1934年にバッド社が製造技術を確立したもので、イタリアではPiaggioが気動車・電車・客車の生産をしており、本形式とM1C 80形のほか、北ミラノ鉄道のE.750形電車が同じ1937年に、カザレッキオ-ヴィニョーラ鉄道のM1形およびR11形電車が1938年に、イタリア国鉄で全長21mクラスの荷物郵便客車であるDUiz93000-001、1等客車のAiz13000-001、2等客車のBiz23000–003が1939年に製造されている。
M2DE 50形はリットリナと同じく小型客車並みのサイズの軽量構造の車体と、主機と変速装置を搭載した動台車を組合わせた構造の小型の2軸ボギー式気動車となっている。一方で、リットリナが遠隔制御式の4段もしくは5段変速機を装備する機械式気動車であったのに対し、本形式はOM製の主機るとTIBB製の発電機や主電動機などの電装品を搭載した、同じくTIBB製の1軸駆動の動台車を2基装備する電気式気動車であり、1990年代まで遠隔制御式多段変速機を搭載した機械式気動車が主に導入されていたイタリアの気動車においては特色のある動力伝達方式となっている。また、車体正面は流線形で、バッドがシカゴ・バーリントン・アンド・クインシー鉄道向けに製造したパイオニア・ゼファーやFiatが南サルデーニャ鉄道むけに製造したALn200形などと類似のデザインとなっているが台形で大面積のラジエーターグリルが特徴となっている。
なお、形式名の"M"は動力車両、"2"は動軸数、"DE"は駆動方式のディーゼル・エレクトリックを表すもので、続く51-60の数字が機番を表している。各機体の形式機番と製造年、製造所は以下の通りである。
| 形式    | 機番  | 製造所       | 製造年 | 廃車年   |
| ------- | ----- | ------------ | ------ | -------- |
| M2DE 50 | 51-60 | Piaggio/TIBB | 1937年 | 1970年代 |

## 仕様

### 車体
- 車体は18-8ステンレス鋼材をスポット溶接で組立てた無塗装の軽量車体もので、側面外板と屋根外板にはコルゲーション付のものを使用しているほか、短編成に対応した車体端荷重を想定した構造とすることと、車体幅2450mm、屋根高3200mmの小さい車体断面とすることで軽量化を図ったものとなっている。
- 編成両先頭部は後退角を持った半円柱形の流線形のものとなっており、正面窓は平面ガラスの7枚窓構成で、正面中央の1箇所は開閉式の二段窓、最も側面寄りの1箇所は菱形形状の乗務員室扉となっている。正面下部中央には台形の形状をしたラジエーターグリルが、その左右に丸型の前照灯が、前面窓上部左右に小型の丸型標識灯が配置されている。また、連結器は台枠取付の簡易的なねじ式連結器で緩衝器が車体中央、フック・リングがその下部にあるタイプである。
- 側面の窓扉配置はd11D5（乗務員室兼荷物室扉 - 1等室窓 - トイレ窓 - 乗降扉 - 3等室窓)、反対側はd5D11d（乗務員室扉 - 3等室窓 - 乗降扉 - デッキ窓 - 1等室窓 - 乗務員室兼荷物室扉）の配置となっている。乗降扉として1枚外開戸を片側1箇所設置しており、乗降口には車体内と車体下部に各1段のステップが設置されているほか、乗務員室扉兼荷物室扉は2枚観音開戸を車端部に設置しており、こちらは車体裾部と下部に各1段のステップが設置されている。側面窓は大型の二段窓で、窓間上部に丸型の換気口が設置されている。
- 車体は屋根部も含めステンレス無塗装で、側面下部中央に ”MCL"（もしくは”FCL"）および"M2DE機番"のステンレスの切抜文字が設置されている。
- 室内は前頭部側から運転室/主機室/荷物室、定員8名の1等室、トイレと乗降デッキ、定員36名の3等室、運転室/主機室の配置となっており、各室には片開戸付の仕切壁が設けられている。客室の座席は2+2列の4人掛けで、1等室はシートピッチ1900mm、3等室は1400mmの固定式クロスシートとなっており、1等室は1ボックス、3等室は4.5ボックスが配置されるほか、乗降デッキに6席分の折畳座席が設置されている。
- 運転室/主機室内は中央部に大型の主機カバーが設置され、その右側に運転台が設置されており、通常の運転機器のほか、ワンマン運転に対応するためデッドマン装置が装備されている[9]。なお、3等室側の運転室から客室側に主機カバーが張出しており、こちら側運転室は主機カバーを境に左右に分かれている。

### 走行装置
- 走行装置は主機・主発電機・主発電機が各2基、発電機界磁調整器・発電ブレーキ装置各2基、電動発電機1基、蓄電池1式で構成されている。
- 主機はOM製で、スイスのトラックメーカーであるSaurer[注釈 17]製の直列6気筒の4サイクル・直接噴射式ディーゼルエンジンのライセンス生産品であるBUDを前後の台車上に各1基、計2基搭載している。この機関はシリンダ径140 mm × 行程170 mm（排気量11.53 l）、連続定格出力93 kW/1600 rpm、短時間最大出力103 kWで、前後の各主機が前後のラジエーターをそれぞれ使用するものとなっている[9]。また、補機として冷却水ポンプと空気ブレーキ用の空気圧縮機を装備するほか、冬季には冷却水を客室内の暖房用に使用している[9]。
- 主発電機、主制御装置、主電動機等の電機品はTIBB製のもので、前後の主機に1基ずつの主発電機と主電動機が装備されている。主発電機は1時間定格出力86 kW、連続定格出力86kW、最大電圧500 Vで始動電動機兼用の複巻式直流発電機、主電動機は1時間定格出力74 kW、設計最大回転数2940 rpmの直巻整流子電動機で電機子軸受にはころ軸受を使用しており、いずれも冷却方式は自己通風式で、主発電機冷却気は主機の熱を避けるため車体横部から採入れる方式としている[10]。
- 各台車の主機と主発電機は永久接続されており、通常は同じ台車に搭載された主電動機をそれぞれ駆動しているが、主機１基故障時には片側の主機と主発電機で両方の主電動機を制御できるものとなっている[10]。主機の回転数はマスターコントローラーからの指令を基に電磁空気式調速機により800/1000/1200/1400/1600 rpmおよびアイドリングの600rpmのいずれかに設定され[9]、車両の速度や牽引力の調整は他励界磁を界磁調整器で調整することによって行われている。最高速度は車両としては75 km/hであったが、軌道側の要因により70 km/hに抑えられていたほか、最急勾配60パーミルまでの区間で運行が可能でとなっている。また各主電動機毎に発電ブレーキ装置が設置されており、下り60‰勾配において均衡速度30 km/hもしくは40 km/hの2段階となるようブレーキ力が設定されている[10]。
- 台車はTIBBのヴァード・リーグレ工場[注釈 18]で製造された鋼材組立台車のブリル[注釈 19] 式のもので[6]、台車枠は主機を台車枠に搭載する方式の気動車では一般的であった内側台枠式ではなく、主電動機搭載のため外側台枠式となっている。主機と主発電機は車両端部側の台車上部に防振ゴムを介して3点で搭載され、主電動機は車両内側の車軸外側に吊り掛け式に装荷されて動輪を駆動しており[10]、主機・主発電機搭載スペースの確保と駆動軸の軸重を確保するため[9]に軸距が1350+800=2150 mmの偏心台車となっている[6]。軸箱支持方式は軸梁式、軸ばねはコイルばね、枕ばねは重ね板ばね2組を向い合せに重ねたものとなっているほか、動軸には砂撒き装置が装備され、砂箱は台車端部に搭載されている[6]。
- ブレーキ装置として動輪と従輪に作用するウエスチングハウス式空気ブレーキと発電ブレーキ装置による発電ブレーキ、手ブレーキを装備しており、基礎ブレーキ装置は各台車に2基搭載されたブレーキシリンダによる踏面ブレーキ式のものとなっている。
- 電灯類や蓄電池の充電用として、主機で駆動する補機専用の発電機を搭載する代わりに、主発電機の発生電力を使用する電動発電機1基を床下に搭載することとして主機・主発電機搭載スペースを確保しており、前後いずれかの主発電機の出力を選択して駆動され、入力電圧180 - 500V時に出力100 V、3.6 kWを出力する仕組みとなっている[11]。蓄電池は容量60 Ah、電圧100 Vのニッケル・カドミウム蓄電池を搭載している[12]。

### 改造
- 1949年には、カタンツァーノに配置されていたM2DE 51、52、59、60号車に対し、主機の換装と併せて駆動方式の電気式から機械式への変更する改造を実施している。主機は定格出力103 kWのBreda製D24を使用しており、この機関はイギリスのAEC[注釈 20]の同型式の直列6気筒のディーゼルエンジンで、同じBreda製のイタリア国鉄向け気動車であるALn668.2400にも搭載されているものである。変速装置は欧州では1930-50年代頃に多用された常時噛合せ式の歯車をクラッチで切換える方式で、遊星歯車を使用したウィルソン式変速機（英語版）およびシンクレア製の流体継手を組合わせた5段変速のセミオートマチック方式となっている。
- また、バーリに配置されていた機体のうち、戦災により廃車となっていたM2DE 58号機を除くM2DE 53-57号車については、1950年に駆動方式は電気式のまま主機のみ前述の機体と同じBreda製のD24に換装をしている。
- 1964年にはブレーキ装置の更新が実施され、1970年には客室を全室2等室に変更している。

### 主要諸元
| 機番                           | 機番            | 51-60                                                                                | 53-57（1950年以降）                                                                  | 51-52、59-60（1949年以降）                                       |
| 軌間                           | 軌間            | 950 mm                                                                               | 950 mm                                                                               | 950 mm                                                           |
| 動力方式                       | 動力方式        | ディーゼルエンジンによる電気式                                                       | ディーゼルエンジンによる電気式                                                       | ディーゼルエンジンによる機械式                                   |
| 車軸配置                       | 車軸配置        | (1A)'(A1)'                                                                           | (1A)'(A1)'                                                                           | (1A)'(A1)'                                                       |
| 全長                           | 全長            | 16300 mm                                                                             | 16300 mm                                                                             | 16300 mm                                                         |
| 車体幅                         | 車体幅          | 2450 mm                                                                              | 2450 mm                                                                              | 2450 mm                                                          |
| 屋根高                         | 屋根高          | 3200 mm                                                                              | 3200 mm                                                                              | 3200 mm                                                          |
| 台車軸距                       | 台車軸距        | 1350+800=2150 mm                                                                     | 1350+800=2150 mm                                                                     | 1350+800=2150 mm                                                 |
| 台車中心間軸距                 | 台車中心間軸距  | 10080 mm                                                                             | 10080 mm                                                                             | 10080 mm                                                         |
| 動輪径                         | 動輪径          | 725 mm                                                                               | 725 mm                                                                               | 725 mm                                                           |
| 従輪径                         | 従輪径          | 725 mm                                                                               | 725 mm                                                                               | 725 mm                                                           |
| 運転整備重量                   | 運転整備重量    | 20.5 t                                                                               |                                                                                      |                                                                  |
| 定員                           | 定員            | 1等8名、3等38名、補助席10名                                                          | 1等8名、3等38名、補助席10名                                                          | 1等8名、3等38名、補助席10名                                      |
| 荷室面積                       | 荷室面積        | 約4 mm2                                                                              | 約4 mm2                                                                              | 約4 mm2                                                          |
| 走行装置                       | 主機            | OM製直列6気筒ディーゼル機関BUD （連続定格出力93 kW/1600 rpm）×2基                    | Breda製直列6気筒ディーゼル機関D24 （定格出力88 kW/1900 rpm）×2基                     | Breda製直列6気筒ディーゼル機関D24 （定格出力88 kW/1900 rpm）×2基 |
| 走行装置                       | 主発電機        | 複巻式直流発電機 （1時間定格出力86kW（320V、270A、於1600 rpm）、自己通風式）×2基     | 複巻式直流発電機 （1時間定格出力86kW（320V、270A、於1600 rpm）、自己通風式）×2基     | -                                                                |
| 走行装置                       | 主電動機        | 直流直巻整流子電動機 （1時間定格出力74kW（320V、254A、於1470 rpm）、自己通風式）×2基 | 直流直巻整流子電動機 （1時間定格出力74kW（320V、254A、於1470 rpm）、自己通風式）×2基 | -                                                                |
| 走行装置                       | 変速装置        | -                                                                                    | -                                                                                    | （シンクレア製流体継手 + ウィルソン式5段変速機 + 逆転機）×2組    |
| 走行装置                       | 駆動装置        | 吊り掛け式駆動方式による1台車1軸駆動（歯車比5.33）×2組                               | 吊り掛け式駆動方式による1台車1軸駆動（歯車比5.33）×2組                               | 1台車1軸駆動式駆動装置×2組                                       |
| 性能                           | 最大牽引力      | 24.5 kN（於0 - 15 km/h）                                                             |                                                                                      |                                                                  |
| 性能                           | 1時間定格牽引力 | 13.7 kN（於37 km/h）                                                                 |                                                                                      |                                                                  |
| 性能                           | 連続定格牽引力  | 8.8 kN（於58 km/h）                                                                  |                                                                                      |                                                                  |
| 性能                           | 最高速度        | 75 km/h                                                                              | 75 km/h                                                                              | 75 km/h                                                          |
| ブレーキ装置                   | ブレーキ装置    | 空気ブレーキ、発電ブレーキ、手ブレーキ                                               | 空気ブレーキ、発電ブレーキ、手ブレーキ                                               | 空気ブレーキ、手ブレーキ                                         |
| 1. 2. 3. 4. 5. 6. 7. 8. 9. 10. |                 |                                                                                      |                                                                                      |                                                                  |

## 運行・廃車
- 1937年に竣工した10両は各機1500 - 2000 km程度の試運転を行い、性能要件を満たしていることを確認しており、平坦線での最高速度は80 km/hであり[12]、その後M2DE 53 - 58号機の6両がバーリ-モンタルバーノ・イオーニコ線のバーリに、M2DE 51 - 52および59 - 60号機の4両がコゼンツァ-カタンザーロ・リド線のカタンツァーロに配置されて営業での使用が開始された。1937年4月21日から同年11月末までの約7ヶ月間での各機の走行実績は最少28300 km（M2DE 56号機）、 最多55600 km（M2DE 59号機）、平均43030 kmであった[12]。
- バーリに配置された機体はバーリ-モンタルバーノ・イオーニコ線やアルタムーラ-アヴィリアーノ-ポテンツァ線などで運行されていた。バーリ-モンタルバーノ・イオーニコ線は、イタリア南部プッリャ州の州都で、バーリ県の県都でもあるアドリア海沿岸のバーリにあるバーリ中央駅から、バーリ県第2の都市であるアルタムーラを経由して、バジリカータ州マテーラ県の県都で、世界遺産のマテーラの洞窟住居で知られるマテーラにある標高408 mのマテーラ南駅に至る75.3 km路線であり、本形式が運行されていた当時はさらに南下して同県のフェッランディーナ、ピスティッチを経由してモンタルバーノ・イオーニコに至る141.2 kmの路線であり、全線950 mm軌間であったが、フェッランディーナ - モンタルバーノ・イオーニコ間は1972年に、その後マテーラ南 - フェッランディーナ間が廃止されている[13]。バーリ中央ではイタリア国鉄のアドリア線[注釈 21]およびバーリ-マテーラ・フランカ-ターラント線[注釈 22]に、アルタムーラではイタリア国鉄のロッケッタ・サンタントーニオ-ジョーイア・デル・コッレ線[注釈 23]にそれぞれ接続し、フェッランディーナ - ピスティッチ間ではイタリア国鉄のバッティパーリア-ポテンツァ-メタポント線[注釈 24]に並行していた[13]。
- アルタムーラ-アヴィリアーノ-ポテンツァ線はバーリ-モンタルバーノ・イオーニコ線のアルタムーラから分岐してバジリカータ州ポテンツァ県のアヴィリアーノのアヴィリアーノ・ルカニア駅を経由してバジリカータ州の州都でポテンツァ県の県都でもあるポテンツァのポテンツァ中央駅に至る118.3 kmと、アヴィリアーノ・ルカニア駅からアヴィリアーノ・チッタ駅に至る7.7 kmの支線からなる路線であり、全線950 mm軌間であった。アヴィリアーノ・ルカニア駅 -ポテンツァ中央駅間ではイタリア国鉄のフォッジャ-ポテンツァ線[注釈 25]と並行し、 ポテンツァ中央駅ではバッティパーリア-ポテンツァ-メタポント線と接続している[14]。
- カタンツァーロに配置された機体が運行されていたコゼンツァ-カタンザーロ・リド線はイタリア南部カラブリア州コゼンツァ県の県都である標高202mのコゼンツァから、途中標高866mのビアンキ、カタンザーロ県で標高201mのカタンザーロ・チッタを経由して、カタンザーロの分離集落であるイオニア海沿岸のカタンザーロ・リドに至る950mm軌間、全長109.8kmの路線であった[15]。コゼンツァではイタリア国鉄のコゼンツァ-シーバリ線[注釈 26]とパオラ-コゼンツァ線[注釈 27]に接続し、標高423mのペダーチェからはカラブロ-ルカネ鉄道のコゼンツァ-サン・ジョヴァンニ・イン・フィオーレ線[注釈 28]が分岐しており、カタンザーロ・リドではイタリア国鉄のイオニア線[注釈 29]およびラメーツィア・テルメ-カタンザーロ線[注釈 30]と接続している[15]。なお、本形式が運行されていた当時はラメーツィア・テルメ-カタンザーロ線がカタンザーロ・サラ（当時の駅名はカタンザーロ） - カタンザーロ・リド間で本路線と並行していた[注釈 31]ほか、カタンザーロ・チッタおよびカタンザーロ・サラではカタンザーロ市内線に接続[注釈 32]していた[16]。同線の粘着区間の最急勾配は35パーミルであったが、尾根上に広がっていたカタンザーロ旧市街地内のカタンザーロ・プラティカ - カタンザーロ・サラ間のうち2.05kmが最急勾配100パーミルのラック区間となっており[17]。、ラック式のM1C 80形および500形蒸気機関車が主にカタンザーロ・チッタ - カタンザーロ・リド間で運行されており、本形式はラック区間では運行されていない。
- 第二次世界大戦中の1943年にはマテーラの駅でドイツ軍の攻撃により損傷したM2DE 58号車が廃車となっている。
- 1961年12月23日に発生したフィウマレッラ鉄道事故を契機に地中海-カラブロ-ルカネ鉄道の各路線の運行は、1964年1月1日からカラブロ-ルカネ鉄道が担当することとなり、本形式も同鉄道の所有となっている。なお、本形式運用終了後の1990年には同社は二分され、コゼンツァ-カタンザーロ・リド線を中心とするカラブリア鉄道[注釈 33]およびアップロ・ルカーネ鉄道[注釈 34]となって現在に至っている[18]。
- 本形式はコゼンツァ周辺では1970年代半ばまで運行されており[7]、バーリ-モンタルバーノ・イオーニコ線では1973年にM2DE 53号機とM2DE 56号機が解体され、最終の運行は1974年のマテーラ南 - フェッランディーナ間での運行であった。また、M2DE 59号機はコゼンツァ駅に留置されていたが1999年に解体されている。
- 1994年にポンテデーラのピアッジオ社本社に隣接して開設されたピアッジオ博物館[注釈 35]にM2DE 54号車が静態保存されている[7]。また、1983年3月にはローマ近郊の公園であるSelva di Palianoの観光鉄道で運行する予定でM2DE 55号車およびM2DE 57号車が譲渡されたが、その後観光鉄道の運行が停止されたためそのまま放置され、現在では1両が公園施設として使用されている。

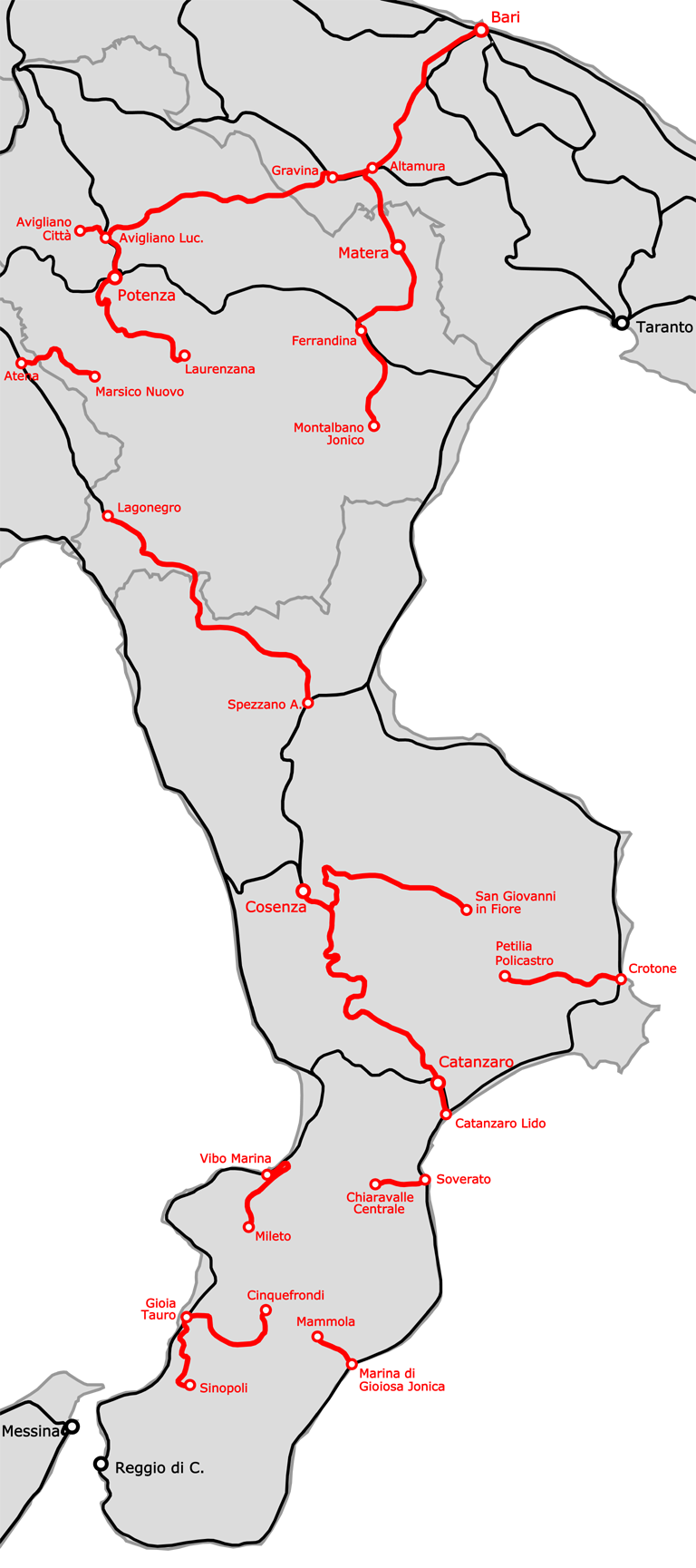
1960年時点のカラブロ-ルカネ鉄道の路線図
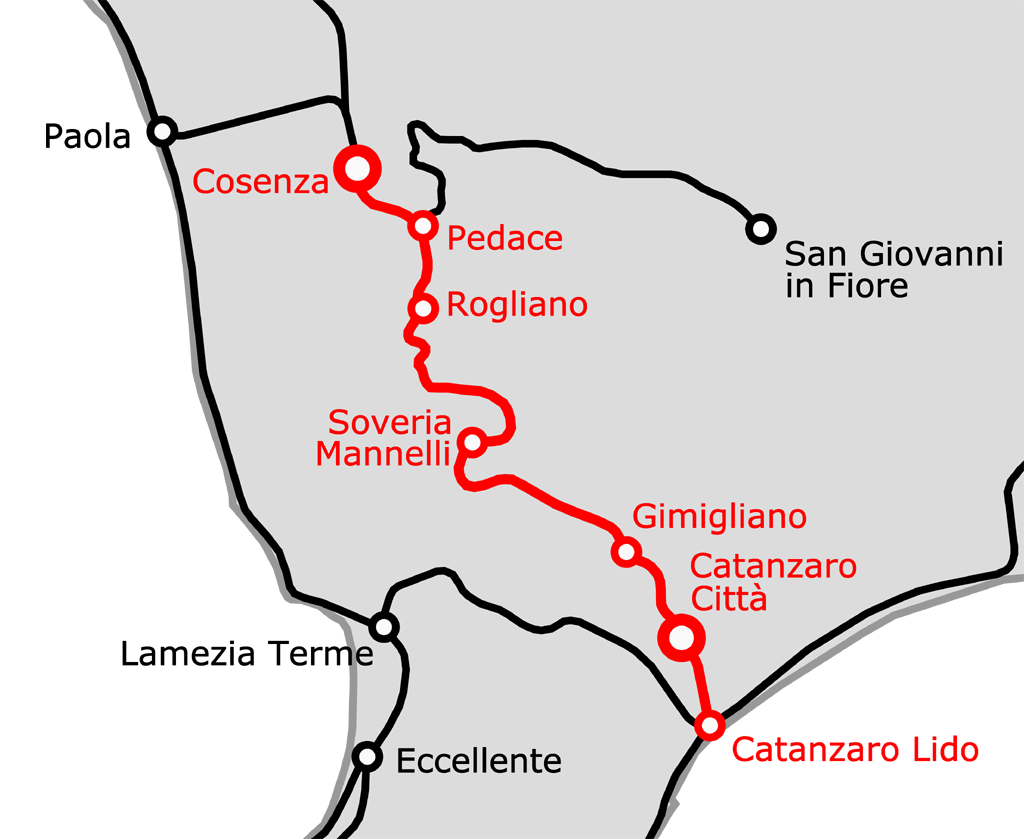
コゼンツァ-カタンザーロ・リド線の路線図
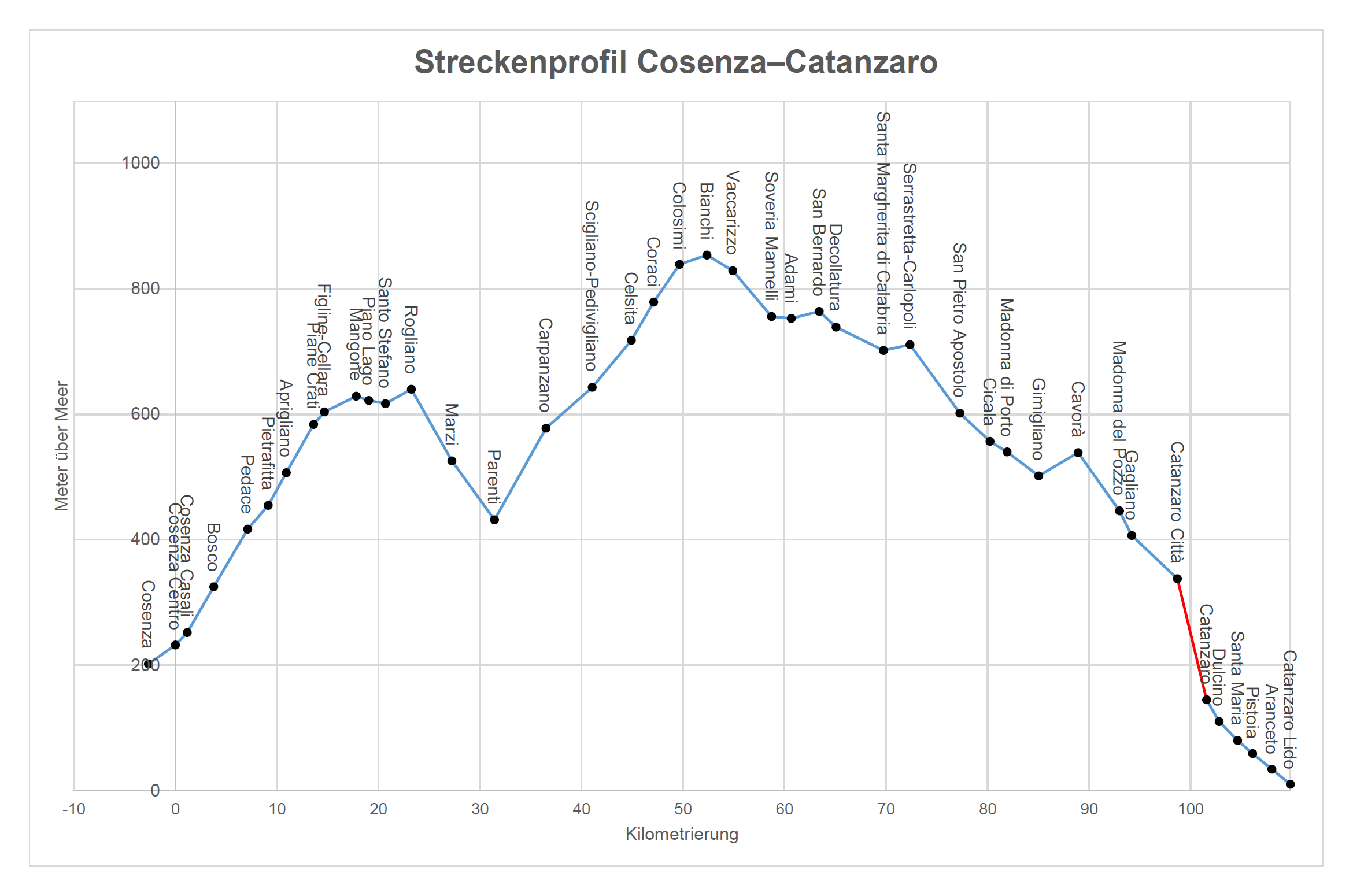
コゼンツァ-カタンザーロ・リド線の線路高低図、赤色の部分は本形式が運用されなかったラック区間
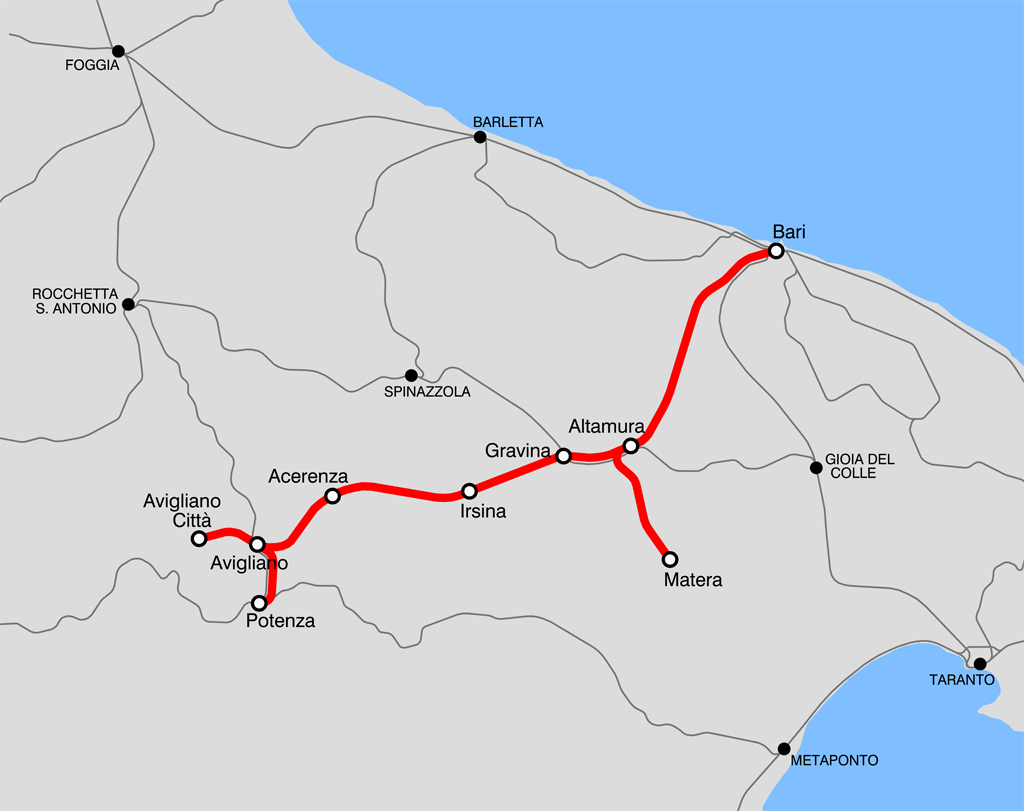
バーリに配置されていた機体が運用されていた区間とほぼ同一の、現在の Ferrovie Appulo Lucane鉄道の路線図